# 高知工科大學
高知工科大學（日语：／ Kochi University of Technology）是一所總校區位於日本高知県香美市的公立大學。

## 組織
- 系统工学群
  - 智能机械工学专业
  - 航空航天工学专业
  - 能源工学专业
  - 电子・光工专业
  - 建筑・城市设计专业
  - 环境理工学群
  - 分子设计专业
  - 机能材料专业
  - 生命科学专业
- 情报学群	
  - 情报和人类专业
  - 情报和传媒专业
  - 情报通信专业
  - 计算机科学专业
- 经济・经营管理学群	
  - 人类行动专业
  - 经济政策专业
  - 地域・行政系统专业
  - 数理经济管理专业
  - 企业・创业管理专业
  - 国际经济管理专业
  - 体育管理专业[1][2]

## 排名
文部省排名
- 2005年排名723所院校之中，教育領域排第11位，研究領域排第14位，高校生聲譽排第22位

全球高校排名
- 韋伯麥特里克斯網(Webometrics)世界大學排名（綜合） 第1898名。[3]

- 全球高校網(4ICU)排名第2333名[4]

## 關連項目
- 日本大学列表